# Gino Stacchini
Gino Stacchini (San Mauro Pascoli, 1938. február 18. – ) olasz válogatott labdarúgó.

## Pályafutása

### Klubcsapatokban
Stacchini 1955 és 1967 között a Juventus labdarúgója volt; a torinói csapattal négyszer nyert olasz bajnoki címet és háromszor olasz kupát, valamint pályára lépett az 1965-ös vásárvárosok kupája-döntőjében. 1967 és 1968 között a szintén élvonalbeli Mantova csapatában futballozott. 1968-ban szerződtette őt az olasz másodosztályú Cesena, és ettől a csapattól vonult vissza 1970-ben.

### Válogatott
Gori 1958 és 1961 között hatszor lépett pályára az olasz labdarúgó-válogatottban, három gólt szerzett.

## Sikerei, díjai
- Juventus
  - Olasz bajnok (4): 1957–58, 1959–60, 1960–61, 1966–67
  - Olasz kupa (3): 1958–59, 1959–60, 1964–65